# Перемишлянська світа
Перемишлянська світа — літостратиграфічний підрозділ регіональної стратиграфічної шкали верхньосилурійських відкладів, поширених у Львівському палеозойському прогині і південно-західній частині Передкарпатського прогину. За комплексом фауністичних і палінологічних решток відклади світи відносять до верхньої частини лудловського ярусу верхнього силуру.

## Назва
Від м. Перемишляни Львівської області, де знаходиться стратотип (свердловина №1, інтервал глибин 2694-2870 м).

## Поширення
Львівський палеозойський прогин і південно-західна частина Передкарпатського прогину

## Стратотип
Свердловина №1, біля м. Перемишляни

## Літологія
Товща світи складена перешаруванням пачок, в яких почергово переважають аргіліти, або вапняки. На захід з'являються прошарки алевролітів, кількість і потужність прошарків вапняків істотно зменшується. Потужність відкладів світи коливається від 120 до 200 м. Залягає згідно на куличківській світі, перекривається згідно товщею завадівської світи. 

## Фауністичні і флористичні рештки
- Dayia navicula Sow., Heisograptus micropoma (Jaek.), Lobograptus imitator Urb., Bohemograptus bohemicus (Barr.), Pristiograptus longus Bouč., P. fecundus Přib., P. tumescens (Wood), Neocucullograptus inexspectatus (Bouč.), Neoloborgaptus auriculatus Urb.

| ←        | \| Палеозой \| Палеозой \| Палеозой \| Палеозой \| Палеозой \| Палеозой \| \| Кембрій \| Ордовик \| Силур \| Девон \| Карбон \| Перм \| \| -------- \| -------- \| -------- \| -------- \| -------- \| -------- \| | →     |       |        |      |
| Палеозой | |       |       |        |      |
| Кембрій  | Ордовик | Силур | Девон | Карбон | Перм |

| Система/ Період                                                 | Відділ/ Епоха      | Ярус/ Вік          | Вік (млн років) | Вік (млн років) |
| --------------------------------------------------------------- | ------------------ | ------------------ | --------------- | --------------- |
| Девон, D                                                        | Ранній/Нижній, D1  | Лохковський, D1l   | молодше         | молодше         |
| Силур, S                                                        | Пржидоль, S3       | поділ відсутній    | 419,2           | 423,0           |
| Силур, S                                                        | Лудлов, S3         | Лудфордський, S3l  | 423,0           | 425,6           |
| Силур, S                                                        | Лудлов, S3         | Горстський, S3g    | 425,6           | 427,4           |
| Силур, S                                                        | Венлок, S2         | Гомерійський, S2h  | 427,4           | 430,5           |
| Силур, S                                                        | Венлок, S2         | Шейнвудський, S2sh | 430,5           | 433,4           |
| Силур, S                                                        | Лландоверій, S1    | Телицький, S1t     | 433,4           | 438,5           |
| Силур, S                                                        | Лландоверій, S1    | Аеронський, S1a    | 438,5           | 440,8           |
| Силур, S                                                        | Лландоверій, S1    | Рудданський, S1r   | 440,8           | 443,8           |
| Ордовик, O                                                      | Верхній/Пізній, O3 | Хірнантський, O3h  | древніше        | древніше        |
| Підрозділи XXX системи наведені згідно МКС, станом на 2018 рік. |                    |                    |                 |                 |
| п о р                                                           |                    |                    |                 |                 |